# 愛の時代に
「愛の時代に」（あいのじだいに）は、1982年5月21日に発売されたやしきたかじんの10枚目のシングル。

## 解説
キングレコードでの最後のシングル。ジャケット写真は正面を見るたかじんが写っている。

## 収録曲
全曲、作曲：やしきたかじん／編曲：萩田光雄
1. 愛の時代に [02:52]
  - 作詞：實川翔
2. さよならの落としもの [04:04]
  - 作詞：荒木十章